# Dudy (gmina Przyjaźń)
Dudy (lit. Dūdos) – dawna osada kolejowa. Tereny, na których była położona, leżą obecnie na Litwie, w okręgu uciańskim, w rejonie ignalińskim, w gminie Przyjaźń.

## Historia
W czasach zaborów osada w gminie Daugieliszki, w powiecie święciańskim, w guberni wileńskiej Imperium Rosyjskiego. W 1905 roku liczyła 24 mieszkańców, 1 dziesięcinę.
W dwudziestoleciu międzywojennym koszarka kolejowa leżała w Polsce, w województwie wileńskim, w powiecie święciańskim, w gminie Daugieliszki.
W 1931 w 2 domach zamieszkiwało 17 osób.
Miejscowość należała do parafii rzymskokatolickiej w Przyjaźni i prawosławnej w Michałowie. Podlegała pod Sąd Grodzki w Święcianach i Okręgowy w Wilnie; właściwy urząd pocztowy mieścił się w Ignalinie.